# Saksońska III K
Saksońska III K – parowóz wąskotorowy wyprodukowany dla kolei saksońskich. Łącznie wyprodukowano sześć parowozów – dwa w zakładzie Krauss i cztery w zakładzie Hartmann. W parowozie zamontowano sterowanie systemu Klose, które umożliwiało pokonywanie ostrych łuków toru przez umożliwienie radialnego ustawiania się skrajnych osi napędnych. Parowozy miały wewnętrzne cylindry oraz inżektory Friedmanna. Posiadały również hamulec linkowy Heberleina. Osie lokomotywy były napędzane przez korby Halla w ramie zewnętrznej. Parowozy zostały wycofane z eksploatacji w 1926 roku.